# Pyrexia
Pyrexia ist eine US-amerikanische Death-Metal-Band. Sie spielen den sogenannten New York Death Metal.

## Geschichte
Die Band wurde 1990 in Long Island gegründet. Sie bestand damals aus dem Sänger Darryl Wagner, den Gitarristen Guy Marchais und Rob Shimonski, dem Bassisten Chris Basile sowie dem Schlagzeuger Mike Andrejko. Ihr Name ist der englische Fachausdruck für Fieber, im deutschen auch Pyrexie.
Wenige Monate nach ihrer Gründung veröffentlichten Pyrexia ihr erstes Demoalbum, das aus vier Stücken harten, schnellen aber groovenden Death Metals bestand. Die Band fand schnell Anklang in der New Yorker Underground-Szene und ihr Demo wurde nach und nach auch über die Grenzen der USA hinaus bekannt. Im Jahr 1993 konnten sie so beim spanischen Label Drowned einen Plattenvertrag unterschreiben. Im Anschluss veröffentlichten sie ihr erstes volles Album namens Sermon Of The Mockery, das heute von vielen als Untergrundklassiker angesehen wird. Auf dem Album spielte Tony Caravalla anstatt des ausgestiegenen Rob Shimonski an der zweiten Gitarre. Es folgten viele Auftritte in ganz Nordamerika.
Im Jahr 1994 beschloss der im Verhältnis zu seinen Bandkollegen schon etwas ältere Sänger und treibende Kraft hinter Pyrexia, Darryl Wagner, der Metalszene den Rücken zu kehren und Tony Caravalla folgte seinem Beispiel. Als Ersatz für den Sänger musste Keith DeVito engagiert werden, als neuer Gitarrist stieß Phil Selfridge hinzu. Zusätzlich fungierte Rob Maresca neu als Schlagzeuger. Mit der mehr auf Aggression als auf Komplexität ausgelegten neuen Besetzung spielten Pyrexia 1995 für Pathos Productions die EP Hatredangerandisgust ein, auf dem sich die Band etwas vom klassischen Death Metal distanzierte und Hardcore-Elemente einfließen ließ.
Als Pyrexia auf der neuen Schiene weiterfahren und ein volles Album im Stile von Hatredangerandisgust aufnehmen wollten, bekam Sänger Keith DeVito ein Angebot von Suffocation, auf ihrer Europatournee mit Deicide als Ersatz für Frank Mullen zu fungieren. Er nahm an und die Band war gezwungen für längere Zeit zu pausieren. Als er zurückkam, hatte sich Guy Marchais inzwischen enttäuscht abgewendet und seinerseits eine Auszeit genommen, blieb der Band aber als Songwriter erhalten. Heute spielt er bei Suffocation. Mit Ryan Harrison am Bass und Chris Basile neu an der Gitarre veröffentlichten Pyrexia schlussendlich 1997 das Album System Of The Animal auf dem dänischen Label Serious Entertainment.
Nach einer Tour mit Obituary beschloss Keith DeVito zusammen mit Trevor Peres und den verbliebenen Mitgliedern von Pyrexia eine neue Band namens Catastrophic zu gründen. Sie brachten 2001 ein Album namens The Cleansing heraus, das auf Metal Blade Records erschien. Doch Chris Basile verließ die Band wieder und war fest entschlossen, mit Pyrexia fortzufahren. Er suchte sich neue Mitglieder und wurde fündig im ehemaligen Malevolent-Creation-Schlagzeuger Justin DiPinto, im Sänger Eric Shute, dem Gitarristen Lee Cozens sowie dem Bassisten Ed Drozdowski. Chris Basile gründete das Label Rex-Records und veröffentlichte in Zusammenarbeit mit Crash Music 2004 das Best-Of-Album Cruelty Beyond Submission. Mit dem Zuzug des Insatanity-Bassisten Chris Lytle begab sich die Band sodann ins Studio, um für Unique Leader Records ihr im ursprünglichen Pyrexia-Stil gehaltenes drittes Album Age Of The Wicked aufzunehmen.

## Diskographie
- 1992 – Liturgy Of Impurity (Demo)
- 1993 – Sermon Of Mockery
- 1995 – Hatredangerandisgust (EP)
- 1997 – System Of The Animal
- 2004 – Cruelty Beyond Submission (Best-Of)
- 2006 – Age Of The Wicked
- 2013 – Feast of Iniquity
- 2018 – Unholy Requiem[1]
- 2021 – Gravitas Maximus
- 2023 – System of the Animal 25